# Kronägg
Kronägg är en svensk kooperation inom äggsektorn i Sverige. Företaget ingår i DANÆG-koncernen som i förlängningen ägs av 50 / 50% av svenska och danska äggproducenter.
Företaget bildades 1932 och fusionerade 2004 med den danska kooperationen DANÆG.